# Usogorsk
Usogorsk – osiedle typu miejskiego w Rosji, w Republice Komi. W 2010 roku liczyło 5343 mieszkańców.